# L'Homme au complet gris
Pour plus de détails, voir Fiche technique et Distribution.
L'Homme au complet gris (The Man in the Gray Flannel Suit) est un film américain, réalisé par Nunnally Johnson, sorti en 1956.
Il ne doit pas être confondu avec L'Homme au complet blanc, film de 1951, bien que les deux films comportent une certaine critique sociétale.

## Synopsis
Arrivant difficilement à joindre les deux bouts, Tom Rath, employé newyorkais, postule à un poste plus lucratif et à plus hautes responsabilités dans les relations publiques. Cependant, ce nouveau travail risque de l'éloigner de sa famille et de briser son couple, déjà fragilisé, comme ce fut le cas pour son nouveau patron, Ralph Hopkins, d'autant qu'il apprend l'existence d'un enfant illégitime qu'il a eu durant la guerre.

## Fiche technique
- Titre français : L'Homme au complet gris
- Titre original : The Man in the Gray Flannel Suit)
- Réalisation : Nunnally Johnson
- Scénario : Nunnally Johnson, d'après l’œuvre de Sloan Wilson.
- Musique : Bernard Herrmann
- Photographie : Charles G. Clarke
- Montage : Dorothy Spencer
- Direction artistique : Jack Martin Smith et Lyle R. Wheeler
- Décors et costumes : Charles Le Maire
- Effets spéciaux : Ray Kellogg
- Producteur : Darryl F. Zanuck
- Société de production : 20th Century Fox
- Pays de production : États-Unis
- Langue : anglais
- Format : Couleurs et Noir et blanc - 2,35:1 - 35 mm
- Genre : Film dramatique
- Durée : 153 minutes
- Date de sortie : États-Unis : 8 mai 1956
- Affiche : Boris Grinsson (France)

## Distribution
- Gregory Peck (VF : Marc Valbel) : Tom Rath
- Jennifer Jones (VF : Monique Mélinand) : Betsy Rath
- Fredric March (VF : Richard Francoeur) : Ralph Hopkins
- Marisa Pavan (VF : Anne Caprile) : Maria Montagne
- Lee J. Cobb (VF : Serge Nadaud) : Juge Bernstein
- Ann Harding (VF : Lita Recio) : Helen Hopkins
- Keenan Wynn (VF : Marcel Painvin) : Sergent Caesar Gardella
- Gene Lockhart (VF : Abel Jacquin) : Bill Hawthorne
- Gigi Perreau : Susan Hopkins
- Arthur O'Connell (VF : Roger Tréville) : Gordon Walker
- Henry Daniell (VF : Georges Hubert) : Bill Ogden
- Connie Gilchrist (VF : Cécile Dylma) : Mme Manter
- Joseph Sweeney (VF : Raymond Rognoni) : Edward M. Schultz
- Sandy Descher (VF : ?) : Barbara Rath

Acteurs non crédités
- Dorothy Adams : L'employée de maison de Mme Hopkins
- Roy Glenn : Sergent Matthews
- Dorothy Phillips : L'employée de maison de M. Hopkins
- Mario Siletti (VF : Georges Hubert) : Un conducteur de charrette
- Renata Vanni : L'épouse d'un fermier italien
- Kenneth Tobey (VF : Jean Violette) : Lieutenant Hank Mahoney

## Récompenses et distinctions
Le film a été présenté en sélection officielle en compétition au Festival de Cannes 1956.